# Systematik der Stadtbibliothek Duisburg
Die Systematik der Stadtbibliothek Duisburg (SSD) ist eine Klassifikation für Öffentliche Bibliotheken.
Sie wurde erstmals 1966 herausgegeben und ständig aktualisiert. Die letzte Ausgabe erschien im Jahr 2001. Die SSD ist aufgrund vom allgemeinen Interesse der Themengebiete für Öffentliche Bibliotheken entwickelt worden.

## Aufbau
Die SSD ist in 23 Hauptgruppen (von A–Z, mit Ausnahme der Buchstaben I, J und Q) aufgeteilt, die jeweils hierarchisch untergliedert sind. Die Notationen beginnen immer mit dem Großbuchstaben der Hauptgruppe und können in der weiteren Untergliederung aus bis zu drei Buchstaben bestehen. Ab der vierten Hierarchieebene werden Ziffern verwendet. Es folgt ein Beispiel:
Hauptgruppe       C          Geographie

Untergruppe       CE         Europa

Untergruppe       CEL        Westeuropa

Untergruppe       CEL 2      Frankreich

Untergruppe       CEL 20     Nordfrankreich

Untergruppe       CEL 200    Paris; Ile de France

## Besonderheiten
Die SSD enthält ein geordnetes Sachwortregister, das bei jedem Schlagwort die Notationen aufführt. Dies vereinfacht das Systematisieren.
Die SSD ist eine Erweiterung der ASB (Allgemeine Systematik für Öffentliche Bibliotheken), indem sie stärker untergliedert wurde, was die Recherche erleichtert.
Die SSD wird heute von mehr als 80 Bibliotheken in Deutschland und Österreich angewandt.